# بيتر هيرش
بيتر هيرش (بالدنماركية: Peter Hirsch)‏ هو لاعب هوكي الجليد دنماركي، ولد في 6 مارس 1979 في كوبنهاغن في الدنمارك.

## وصلات خارجية
- بيتر هيرش على موقع EliteProspects.com (الإنجليزية)
- بيتر هيرش على موقع Eurohockey.com (الإنجليزية)
- بيتر هيرش على موقع HockeyDB.com (الإنجليزية)